# ابراهیم دروبی
ابراهیم دروبی (؟ -۱۹۵۹م) ادیب عراقی بود. باز الاشهب عبد القادر الکیلانی و البغدادیون، أخبارهم و مجالسهم از آثار اوست.